# NGC 4162
NGC 4162 је спирална галаксија у сазвежђу Береникина коса која се налази на NGC листи објеката дубоког неба.
Деклинација објекта је + 24° 7' 26" а ректасцензија 12h 11m 52,5s. Привидна величина (магнитуда) објекта NGC 4162 износи 12,0 а фотографска магнитуда 12,8. Налази се на удаљености од 32,650 милиона парсека од Сунца. NGC 4162 је још познат и под ознакама UGC 7193, MCG 4-29-46, CGCG 128-51, KUG 1209+244, IRAS 12093+2423, PGC 38851.